# Wilhelm Koch-Hooge
Wilhelm Koch-Hooge (* 11. Februar 1916 in Patschkau, Oberschlesien; † 2. September 2004 in Berlin) war ein deutscher Schauspieler, der 1955 mit dem Nationalpreis der DDR ausgezeichnet wurde.

## Leben

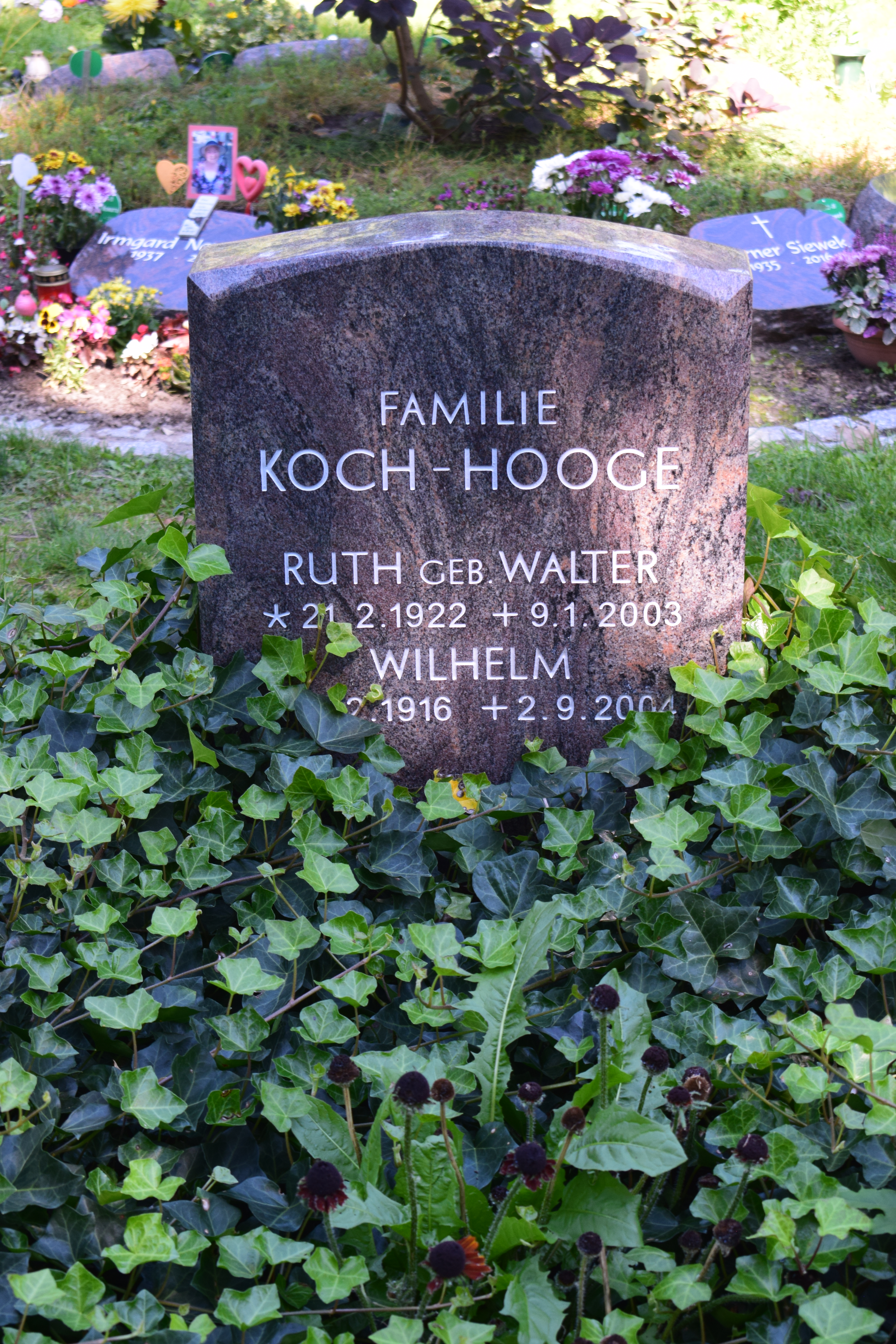
Grabstätte von Wilhelm Koch-Hooge und seiner Frau Ruth

Sein Vater übte den Beruf eines Schornsteinfegers aus und war Bezirksschornsteinfegermeister. Wilhelm Koch-Hooge war das elfte von dreizehn Kindern. Als einziger seiner Geschwister ging er auf das Gymnasium und machte sein Abitur. Nach seiner schulischen Ausbildung wollte er Schauspieler werden, aber sein Vater verlangte, dass er einen handfesten Beruf ausübt. Wilhelm Koch-Hooge arbeitete danach zeitweise als Schornsteinfeger, ging nach Hamburg und verdingte sich dort als Matrose.
Koch besuchte trotzdem die Schauspielschule des Deutschen Theaters in Berlin. Er gab sein Debüt 1938 am Stadttheater von Kaiserslautern. Als Bühnenschauspieler erhielt er unter anderem Engagements in Heidelberg und am Stadttheater Magdeburg. Während des Krieges war er eingezogen und geriet 1944/45 in amerikanische Kriegsgefangenschaft. Im Kriegsgefangenenlager von Aliceville (Alabama) beteiligte er sich als Sprecherzieher und Dramaturg an der von Puppenspieler Walter Büttner gegründeten und geleiteten Puppentheater-Gruppe.
Er ließ sich 1950 in Ost-Berlin nieder und spielte jahrelang am Berliner Ensemble. Seinen Durchbruch als Filmschauspieler schaffte er 1954 mit Stärker als die Nacht. Das Kollektiv dieses Films mit Slatan Dudow, Jeanne und Kurt Stern sowie Koch-Hooge wurde 1955 mit dem Nationalpreis der DDR ausgezeichnet.
Zahlreiche Auftritte in Film- und Fernsehproduktionen der DDR und der ČSSR sollten folgen und machten Koch-Hooge zu einem der beliebtesten DDR-Schauspieler, der bis Ende der 1980er-Jahre in seinem Beruf aktiv blieb.
Eine seiner letzten Rollen hatte er 1988 in der beliebten westdeutschen Fernsehserie Liebling Kreuzberg.
Wilhelm Koch-Hooge starb im Alter von 88 Jahren. Seine letzte Ruhestätte befindet sich im Familiengrab auf dem St. Pius-St. Hedwig-Friedhof in Berlin-Alt-Hohenschönhausen.
Sein schriftlicher Nachlass befindet sich im Archiv der Akademie der Künste in Berlin.

## Filmografie
- 1952: Geheimakten Solvay
- 1953: Die Unbesiegbaren
- 1954: Pole Poppenspäler
- 1954: Stärker als die Nacht
- 1954: Gefährliche Fracht
- 1955: Ernst Thälmann – Führer seiner Klasse
- 1956: Genesung
- 1956: Die Abenteuer des Till Ulenspiegel (Les Aventures de Till L’Espiègle)
- 1957: Zwei Mütter
- 1957: Rivalen am Steuer
- 1958: Jahrgang 21 Rocník 21
- 1959: SAS 181 antwortet nicht
- 1959: Reportage 57
- 1959: Sie nannten ihn Amigo
- 1959: Im Sonderauftrag
- 1960: Das Leben beginnt
- 1960: Fünf Tage – Fünf Nächte (Pyat dney – pyat nochey)
- 1960: Schritt für Schritt
- 1960: Leute mit Flügeln
- 1961: Fernsehpitaval: Der Fall Denke (Fernsehreihe)
- 1961: Zbabelec
- 1962: Mord in Gateway
- 1962: Fernsehpitaval: Auf der Flucht erschossen
- 1962: Pevnost na Rýne
- 1962: Mord ohne Sühne
- 1962: Das grüne Ungeheuer (Fernseh-Mehrteiler)
- 1963: Rauhreif (Fernsehen)
- 1963: Es geht nicht ohne Liebe (Fernsehen)
- 1965: Terra incognita
- 1965: Drei Kriege – 3. Teil: In Berlin
- 1966: Trick 17 B
- 1967: Begegnungen (Mehrteiler)
- 1967: Brennende Ruhr
- 1968: Der Mord, der nie verjährt
- 1969: Krupp und Krause (Fernsehserie)
- 1969: Most
- 1970: Tödlicher Irrtum
- 1970: Der Mörder sitzt im Wembley-Stadion (Fernseh-Zweiteiler)
- 1970: Botschafter morden nicht (Fernseh-Dreiteiler)
- 1970: Sudba rezidenta
- 1971: KLK an PTX – Die Rote Kapelle
- 1971: Lekce
- 1971: Der Schlüssel (Klíč)
- 1971: Die Verschworenen (Fernseh-Mehrteiler)
- 1972: Gefährliche Reise
- 1972: Oáza
- 1972: Valter brani Sarajevo
- 1973: Kronika zhavého léta
- 1973: Dny zrady (2 Teile)
- 1973: Schüsse in Marienbad (Výstřely v Mariánských Lázních)
- 1974: Die Frauen der Wardins (Fernseh-Dreiteiler)
- 1975: Akce v Istanbulu
- 1975: Am Ende der Welt
- 1975: Der Tag, der die Welt veränderte (Sarajevski atentat)
- 1975: Polizeiruf 110: Der Mann (Fernsehreihe)
- 1976: Die Emser Depesche
- 1976: So ein Bienchen
- 1976: Osvobození Prahy
- 1977: Tichý American v Praze
- 1977: Die Flucht
- 1977: Gefährliche Fahndung (Fernsehen)
- 1978: Scharnhorst (Mehrteiler)
- 1979: Karl Marks. Molodye gody (Mehrteiler)
- 1980: Anamnese
- 1981: Die Stunde der Töchter
- 1982: Der Mann von der Cap Arcona
- 1982: Rächer, Retter und Rapiere (Serie)
- 1983: Die Dunklen Jahre – Sauerbruch/Bonhoeffer
- 1984: Polizeiruf 110: Schwere Jahre (1. Teil) (Fernsehreihe)
- 1989: Die gläserne Fackel (Mehrteiler)

## Theater
- 1952: Nikolai Pogodin: Das Glockenspiel des Kreml (Matrose Rybakow) – Regie: Ernst Busch (Berliner Ensemble)
- 1953: Bertolt Brecht nach Anna Seghers: Der Prozess der Jeanne d’Arc zu Rouen 1431 – Regie: Benno Besson (Berliner Ensemble im Deutschen Theater Berlin – Kammerspiele)
- 1953: Friedrich Wolf: Thomas Müntzer, der Mann mit der Regenbogenfahne (Markus Stübner) – Regie: Wolfgang Langhoff (Deutsches Theater Berlin)
- 1955: Alfred Matusche: Die Dorfstraße (sowjetischer Oberleutnant) – Regie: Hannes Fischer (Deutsches Theater Berlin – Kammerspiele)
- 1957: Jean Giraudoux: Amphitryon 38 – Regie: Rudolf Wessely (Deutsches Theater Berlin)
- 1959: Maxim Gorki: Sommergäste (Schamilow) – Regie: Wolfgang Heinz (Deutsches Theater Berlin)
- 1963: Carl Sternheim: Der Snob (Graf Palen) – Regie: Fritz Bornemann (Deutsches Theater Berlin – Kammerspiele)
- 1964: Carl Sternheim: 1913 (Graf von Beeskow) – Regie: Fritz Bornemann (Deutsches Theater Berlin – Kammerspiele)
- 1964: Horia Lovinescu: Fieber – Regie: Gotthard Müller (Deutsches Theater Berlin)
- 1968: Martin Sperr: Landshuter Erzählungen – Regie: Erhard Marggraf (Deutsches Theater Berlin)
- 1970: Claus Hammel: Le Faiseur oder Warten auf Godeau – Regie: Hans Bunge/Heinz-Uwe Haus/Hans-Georg Simmgen (Deutsches Theater Berlin)

## Hörspiele
- 1969: Wolfgang Graetz/Joachim Seyppel: Was ist ein Weihbischof? Oder Antworten zur Akte Defregger – Regie: Edgar Kaufmann (Hörspiel – Rundfunk der DDR)